# Campionatul Mondial de Handbal Masculin din 2003
A 18-a ediție a Campionatului Mondial de Handbal Masculin s-a desfășurat în perioada 20 ianuarie - 2 februarie 2003 în Portugalia. Echipa Croației a câștigat campionatul după ce a învins în finală echipa Germaniei cu scorul de 34 - 31 și a cucerit primul său titlu de campioană mondială.

## Clasament final
| Poz. | Echipă         |
| ---- | -------------- |
| 1    | Croația        |
| 2    | Germania       |
| 3    | Franța         |
| 4    | Spania         |
| 5    | Rusia          |
| 6    | Ungaria        |
| 7    | Islanda        |
| 8    | Iugoslavia     |
| 9    | Danemarca      |
| 10   | Polonia        |
| 11   | Slovenia       |
| 12   | Portugalia     |
| 13   | Suedia         |
| 14   | Tunisia        |
| 15   | Egipt          |
| 16   | Qatar          |
| 17   | Argentina      |
| 18   | Algeria        |
| 19   | Arabia Saudită |
| 20   | Kuweit         |
| 21   | Australia      |
| 22   | Brazilia       |
| 23   | Maroc          |
| 24   | Groenlanda     |

## Legături externe
- en  Campionatul Mondial din 2003 la Federația Internațională de Handbal